# Overbeet

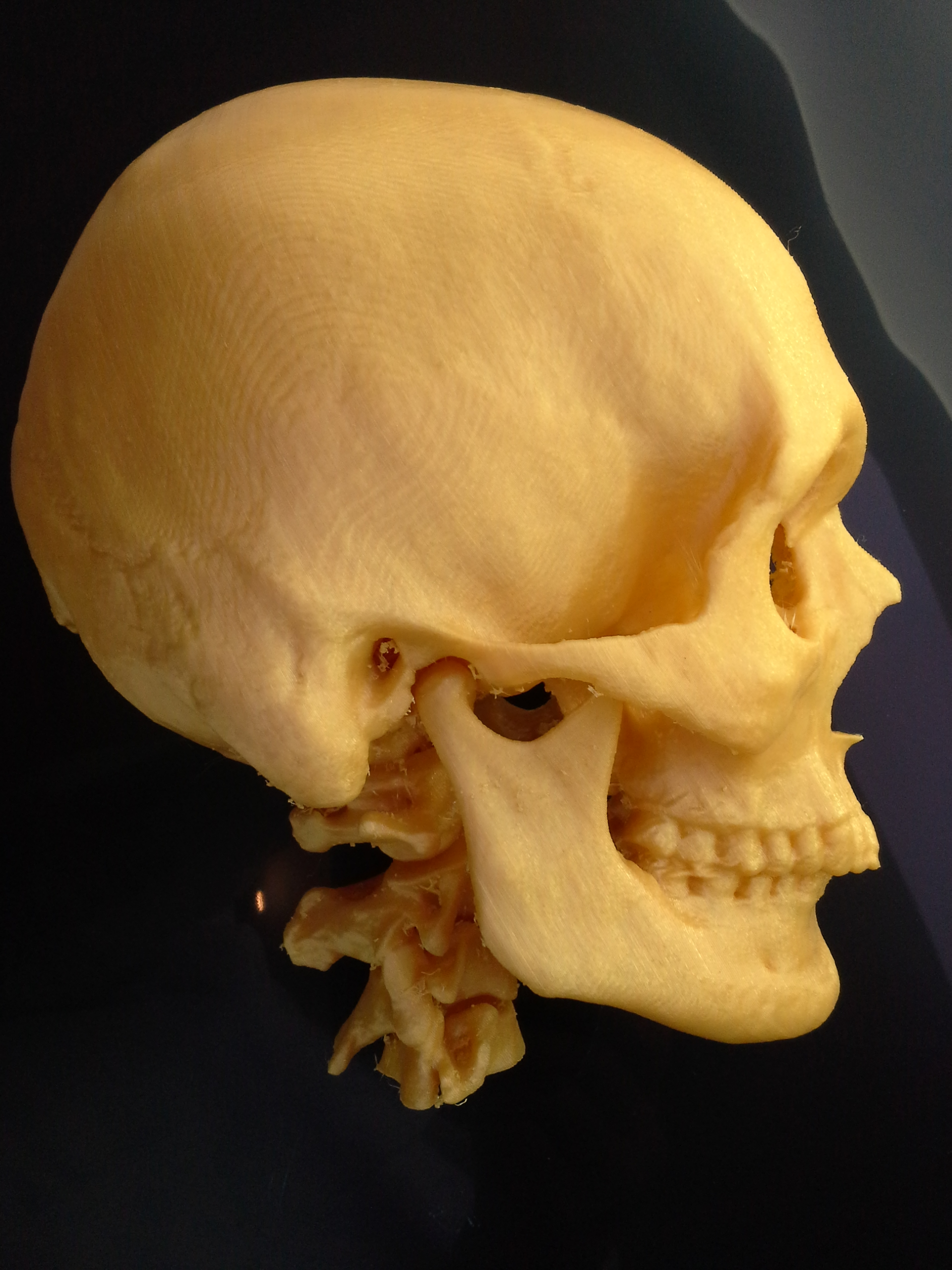
3D-print van een mensenschedel met een significante overbeet

Overbeet is de medische term voor het naar voren staan van de snijtanden in de bovenkaak ten opzichte van die in de onderkaak. Indien de onderste snijtanden de bovenste overlappen, spreekt men van een onderbeet.
Normaal gesproken wordt de overbeet aangegeven in percentages. Een normale overbeet van een volwassen persoon bedraagt drie tot vijf millimeter, of ongeveer 20 tot 30 procent van de hoogte van de bovenste centrale snijtanden. Jonge kinderen hebben gewoonlijk een significante overbeet. Wanneer het gebit zich in de groei niet corrigeert, bijvoorbeeld doordat het kind te veel op zijn duim zuigt, kan een orthodontist dit verhelpen met bijvoorbeeld een beugel.